# Bóng đá tại Đại hội Thể dục Thể thao toàn quốc 2006 – Nam
Nội dung bóng đá nam tại Đại hội Thể dục Thể thao toàn quốc 2006 diễn ra từ ngày 17 tháng 6 đến ngày 23 tháng 9 năm 2006 với 20 đội bóng tham dự. Đây là lần tổ chức thứ năm của môn bóng đá nam tại Đại hội Thể dục Thể thao toàn quốc.

## Các đội tham dự
Hai mươi đội tham dự giải đại diện cho các địa phương hoặc ngành được chia thành ba nhóm theo khu vực địa lý. Đương kim vô địch Quân đội và đội chủ nhà của Đại hội là Thành phố Hồ Chí Minh được lựa chọn làm hạt giống và được miễn thi đấu vòng đầu tiên.
Lễ bốc thăm xếp lịch thi đấu diễn ra vào ngày 7 tháng 4 năm 2006 tại trụ sở VFF, Hà Nội.
| Nhóm A (Khu vực miền Bắc)                                                  |
| -------------------------------------------------------------------------- |
| 1. Thanh Hóa 2. Nam Định 3. Hải Phòng 4. Nghệ An 5. Hà Nội 6. Quân đội (C) |

| Nhóm B (Khu vực miền Trung)                                            |
| ---------------------------------------------------------------------- |
| 1. Đà Nẵng 2. Gia Lai 3. Khánh Hòa 4. Bình Định 5. Đắk Lắk 6. Lâm Đồng |

| Nhóm C (Khu vực miền Nam)                                                                                |
| --- |
| 1. Bình Thuận 2. Thành phố Hồ Chí Minh (H) 3. Đồng Tháp 4. Bình Dương 5. Long An 6. Tiền Giang 7. Cà Mau |

## Thể thức thi đấu
Các đội được bắt cặp, thi đấu với nhau theo thể thức loại trực tiếp một lượt trận. Nếu tỷ số hòa sau 90 phút thi đấu chính thức, loạt sút luân lưu sẽ được sử dụng để xác định đội thắng. Riêng trận chung kết, hai đội nếu hòa sẽ tiếp tục thi đấu hai hiệp phụ, trước khi tiến hành loạt sút luân lưu nếu cần thiết. Luật bàn thắng vàng sẽ không được áp dụng.

## Vòng 1/16
Các trận đấu diễn ra vào ngày 17 tháng 6 năm 2006. Các đội thắng lọt vào vòng 1/8.
| Đội 1     | Tỷ số | Đội 2     |
| --------- | ----- | --------- |
| Khánh Hòa | 4–1   | Đắk Lắk   |
| Hà Nội    | 5–1   | Thanh Hóa |
| Hải Phòng | 2–0   | Nghệ An   |
| Bình Định | 3–1   | Lâm Đồng  |

## Vòng 1/8
| Quân đội                                | 2–4      | Nam Định                                                                       |
| --------------------------------------- | -------- | ------------------------------------------------------------------------------ |
| - Thạch Bảo Khanh 38' - Đặng Phương Nam | Chi tiết | - Trần Đức Dương - Phan Thế Hiếu 45' - Phạm Xuân Phú 51' - Hoàng Ngọc Linh 87' |

| Hải Phòng         | 2–2      | Hà Nội |
| ----------------- | -------- | ------ |
|                   | Chi tiết |        |
| Loạt sút luân lưu |          |        |
|                   | 4–6      |        |

| Bình Định                                                            | 3–1      | Khánh Hòa              |
| -------------------------------------------------------------------- | -------- | ---------------------- |
| - Trương Hoàng Vũ 25' - Nguyễn Văn Hiếu 35' - Phan Quý Hoàng Lâm H2' | Chi tiết | - Nguyễn Quang Hải 86' |

| Đà Nẵng                                                               | 5–1      | Gia Lai      |
| --------------------------------------------------------------------- | -------- | ------------ |
| - Lê Hồng Minh - Lê Huỳnh Đức - Trương Quang Tuấn - Giang Thành Thông | Chi tiết | Văn Kiệt 21' |

| Đồng Tháp | 3–0      | Cà Mau |
| --------- | -------- | ------ |
|           | Chi tiết |        |

| Tiền Giang    | 1–0      | Cần Thơ |
| ------------- | -------- | ------- |
| Lê Quang Trãi | Chi tiết |         |

| Bình Thuận        | 0–0      | Long An |
| ----------------- | -------- | ------- |
|                   | Chi tiết |         |
| Loạt sút luân lưu |          |         |
|                   | 6–5      |         |

| Thành phố Hồ Chí Minh | 0–4      | Bình Dương                                            |
| --------------------- | -------- | ----------------------------------------------------- |
|                       | Chi tiết | - Nguyễn Anh Đức 9', 71', 80' - Nguyễn Trung Vĩnh 54' |

## Tứ kết
| Hà Nội            | 0–0      | Nam Định |
| ----------------- | -------- | -------- |
|                   | Chi tiết |          |
| Loạt sút luân lưu |          |          |
|                   | 5–4      |          |

| Đà Nẵng               | 1–1      | Bình Định                 |
| --------------------- | -------- | ------------------------- |
| Trương Quang Tuấn 54' | Chi tiết | Phạm Hùng Dũng 52' (l.n.) |
| Loạt sút luân lưu     |          |                           |
|                       | 6–5      |                           |

| Tiền Giang | 0–4      | Đồng Tháp                                                                 |
| ---------- | -------- | ------------------------------------------------------------------------- |
|            | Chi tiết | - Lương Văn Được Em 15', 27' - Châu Phong Hòa 45+' - Nguyễn Minh Hùng 68' |

| Bình Dương                                                    | 3–0      | Bình Thuận |
| ------------------------------------------------------------- | -------- | ---------- |
| - Nguyễn Vũ Dương 64' - Huỳnh Quang Thanh - Nguyễn Trung Vĩnh | Chi tiết |            |

## Bán kết
| Đà Nẵng                 | 1–0      | Hà Nội |
| ----------------------- | -------- | ------ |
| - Giang Thành Thông 67' | Chi tiết |        |

| Bình Dương           | 1–1      | Đồng Tháp            |
| -------------------- | -------- | -------------------- |
| - Nguyễn Anh Đức 34' | Chi tiết | - Phan Thanh Bình 2' |
| Loạt sút luân lưu    |          |                      |
|                      | 4–5      |                      |

## Tranh huy chương đồng
| Bình Dương | 8–2      | Hà Nội                                        |
| --- | -------- | --------------------------------------------- |
| - Trương Văn Hải 27' - Nguyễn Anh Đức H1', 60', 74' - Nguyễn Trung Vĩnh 55' - Nguyễn Văn Linh 62' - Bùi Văn Đông 76' | Chi tiết | - Hoàng Hồng Quân 11' - Nguyễn Trọng Minh 90' |

## Tranh huy chương vàng
| Đà Nẵng                       | 0–0 (s.h.p.) | Đồng Tháp                                                           |
| ----------------------------- | ------------ | ------------------------------------------------------------------- |
|                               | Chi tiết     |                                                                     |
| Loạt sút luân lưu             |              |                                                                     |
| - Lê Huỳnh Đức - Lê Hồng Minh | 3–1          | Phạt đền thành công · Phạt đền hỏng · Phạt đền hỏng · Phạt đền hỏng |

| Vô địch Giải bóng đá nam Đại hội Thể dục Thể thao Toàn quốc 2006 |
| ---------------------------------------------------------------- |
| Đà Nẵng Lần thứ 1                                                |